# Хатояма, Кунио
Кунио Хатояма (яп. 鳩山邦夫; 13 сентября 1948, Токио, Япония — 21 июня 2016, там же) — японский государственный деятель, министр внутренних дел и коммуникаций Японии (2008—2009).

## Биография
Его дед Итиро Хатояма занимал пост премьер-министра Японии (1954—1956) и был одним из основателей Либерально-демократической партии (ЛДП), отец — Иитиро Хатояма занимал пост министра иностранных дел (1976—1977). Его старший брат Юкио Хатояма возглавлял крупнейшую оппозиционную силу — Демократическую партию Японии (ДПЯ) и занимал пост премьер-министра Японии (2009—2010).
В 1972 г. окончил Токийский университет, получив дипломы в области права и политологии и в том же году становится помощником премьер-министра Какуэя Танаки.
С 1976 г. избирался депутатом Палатs представителей Японии от различных политических партий. Наибольшее время состоял в ЛДП, принадлежал к фракции правых либералов Хэйсэй Кэнкюкай. 
В 1983 г. был назначен статс-секретарем Бюро по административному руководству и бюджету, а в 1984 г. - заместителем министра иностранных дел Японии. 
В 1999 г., покинув на тот момент ряды ЛДП и вступил в ДПЯ, которую возглавлял его брат, баллотировался на выборах губернатора в Токио, но проиграл Синтаро Иcихаре. В 2000 г. вышел из Демократической партии и вернулся в ЛДП, победив на парламентских выборах 2003 г. в своем округе одного из лидеров ДПЯ Наото Кана. 
Неоднократно входил в состав японского правительства:
- 1991—1992 гг. — министр образования, культуры, спорта, науки и техники,
- 1994 г. — министр труда,
- 2007—2008 гг. — министр юстиции, в этот период было возобновлено исполнение приговоров, предусматривавших смертную казнь,
- 2008—2009 гг. — министр внутренних дел и коммуникаций, министр по делам реформ и децентрализации Японию

Также возглавлял несколько парламентских комитетов:
- 1989—1990 гг. — комитет по образованию,
- 2000 г. — комитет по процедурным и административным вопросам,
- 2014—2016 гг. — специальный комитет по региональному развитию.

В 2009 г. оказался в центре коррупционного скандала, когда выяснилось, что в период между 2003 и 2008 гг. он и его брат Юкио получали   миллиардные суммы якобы от их матери.
В марте 2010 года Хатояма покинул ЛДП. Он не сотрудничал со своим братом Юкио, чье правительство критиковали его как «социалиста». Он объявил о создании новой партии, для которой он хотел выиграть политиков ЛДП Каору Йосано и Йичи Масузе, но оставался без партий до 2012 года во время партийного формирования.
Наряду с премьером Синдзо Абэ считался одним из покровителей националистической организации Nippon Kaigi. 
Его дети также стали политиками.